# Valea Verde, Alba
Valea Verde este un sat în comuna Sohodol din județul Alba, Transilvania, România.
În anul 2005 satul mai avea 13 locuitori.